# Enrico IV di Francia
Enrico IV di Borbone, detto Enrico il Grande (le Grand) (Pau, 13 dicembre 1553 – Parigi, 14 maggio 1610), fu re di Francia, primo della Casa di Borbone. Figlio di Antonio di Borbone e della regina Giovanna III di Navarra, nel 1572 ereditò la corona di Navarra dalla madre, divenendo Enrico III di Navarra. Nel 1589 subentrò a Enrico III di Francia, essendo erede presuntivo per la morte del Duca d'Angiò, aprendosi la strada per Parigi solo nel 1594, dopo avere compiuto l'abiura della religione calvinista, divenendo il primo monarca del ramo Borbone della dinastia dei Capetingi ad assurgere al trono.
Fu detto il Grande, ma ebbe anche il soprannome di Vert-galant, espressione letteraria a designare l'intraprendenza amorosa che caratterizzò Enrico, nonostante l'età avanzata in cui conquistò il trono. Morì assassinato da François Ravaillac, un attentatore solitario, che lo accoltellò mentre si trovava in carrozza nel centro di Parigi.

## Biografia

### Nascita e battesimo cattolico

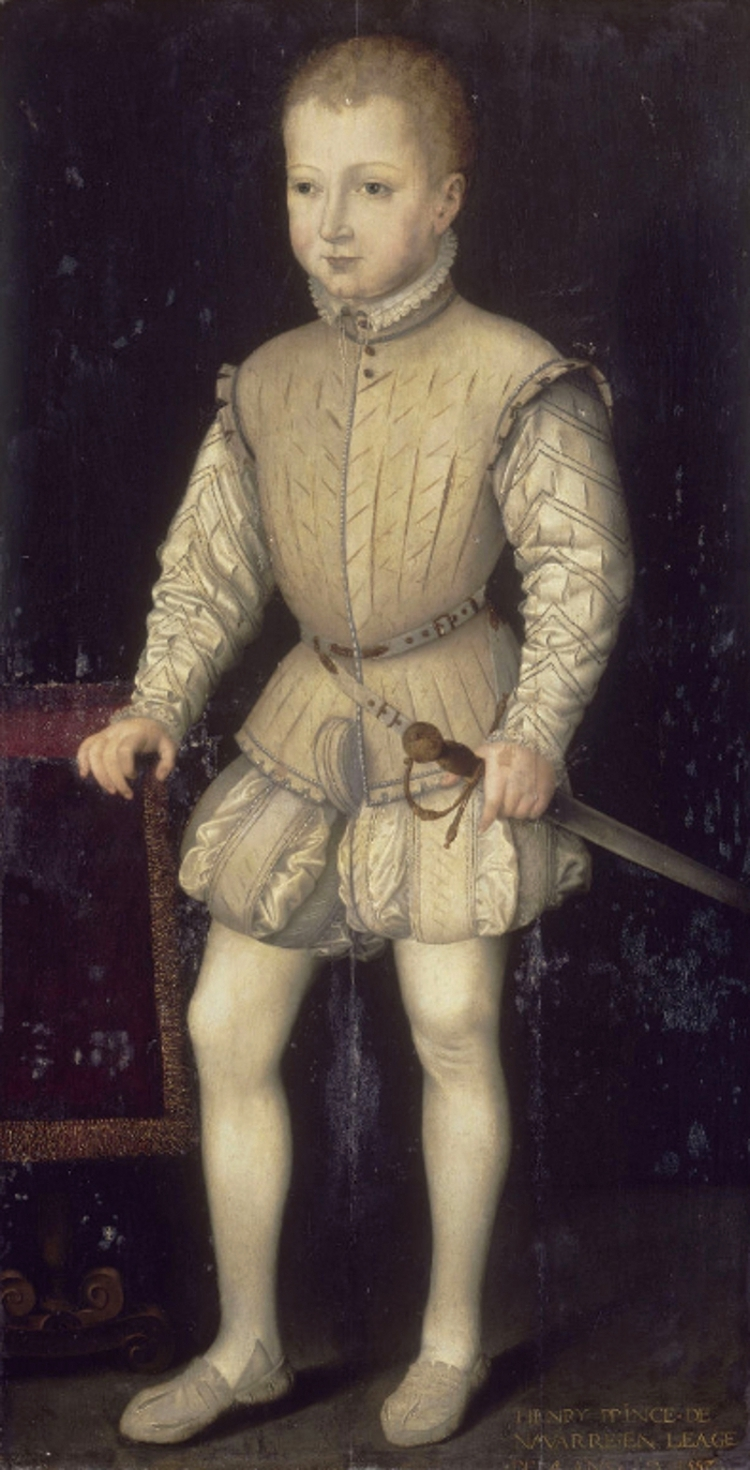
Enrico a quattro anni, ritratto durante il soggiorno parigino, opera di François Bunel, 1557 circa

Enrico nacque il 13 dicembre 1553 a Pau, capitale del Viscontado di Béarn, all'epoca situato in Aquitania, figlio di Antonio di Borbone, duca di Vendôme, e di Giovanna III, regina di Navarra. La nascita avvenne nel castello della cittadina francese, di proprietà del nonno materno, Enrico II di Navarra, che si allietò dell'evento, dato che desiderava da molto tempo che la sua unica figlia generasse un erede maschio. Ancora oggi al castello di Pau si può osservare il carapace di tartaruga che fu utilizzato come culla di Enrico: questo curioso oggetto faceva parte della "Camera di Enrico IV", situata negli appartamenti della regina Giovanna.
Fu subito insignito del titolo di principe di Viana. Il 6 marzo 1554 fu poi battezzato nella cappella del castello dal vescovo di Rodez, il cardinale d'Armagnac. Ebbe come padrini il re di Francia Enrico II e il nonno materno Enrico e, come madrine, la regina di Francia Caterina de' Medici e la prozia Isabella di Navarra, all'epoca vedova di Renato I di Rohan. Non potendo presenziare di persona alla cerimonia, il re di Francia inviò quale suo rappresentante il cardinale vescovo di Nevers Carlo di Borbone-Vendôme.

### Infanzia e giovinezza

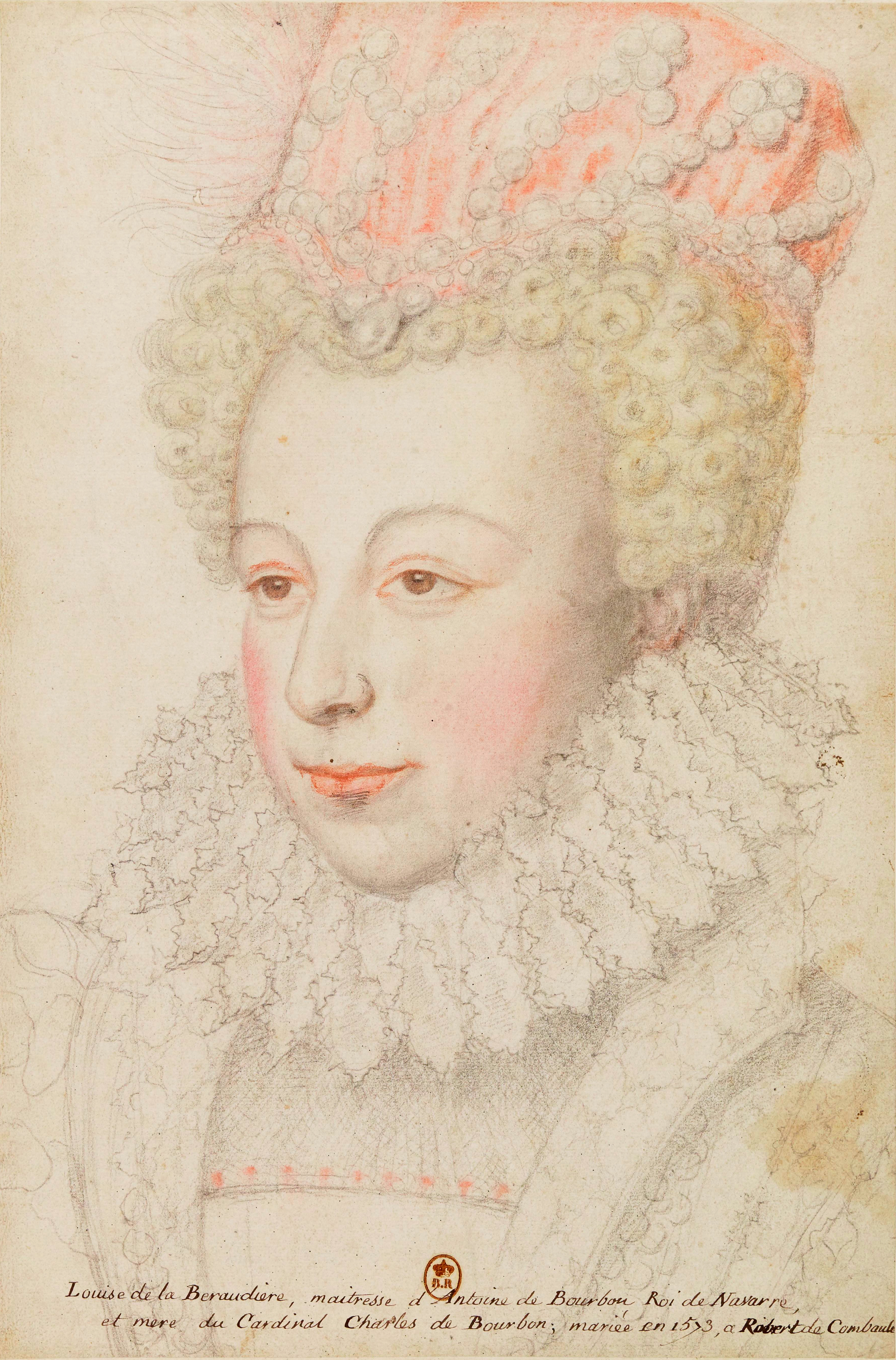
Margherita di Valois, regina di Navarra, moglie di Enrico

Enrico crebbe nel castello di Coarraze, conoscendo in prima persona la vita e la condizione dei contadini francesi. Ciò gli valse il soprannome di "mugnaio di Barbaste". La madre Giovanna, convertitasi al calvinismo, decise di educare il figlio secondo i precetti di questa religione. Nel 1572, alla morte della madre, divenne sovrano del Regno di Navarra e della contea di Foix. Come conseguenza Caterina de' Medici lo indusse a sposarsi con la figlia, Margherita di Valois, sorella di Carlo IX di Francia. In seguito ai fatti di San Bartolomeo, che si verificarono in occasione delle nozze, fu obbligato ad abiurare cinque giorni dopo la cerimonia, in una posizione di chiara debolezza politica.
Nel 1576 sfuggì volutamente alla stretta sorveglianza cui era sottoposto, riprendendo la guida della fazione protestante, ritrattando così l'abiura forzata. Con la pace di Beaulieu, nel maggio 1576, che concedeva una momentanea libertà di culto e otto piazzeforti ai protestanti, Enrico riotteneva la conferma della sua carica di governatore della Guienna, ereditata dal padre, facendola divenire un focolaio protestante all'interno del regno.
In questa fase si affermò alla guida del partito riformato, divenendo l'antagonista principale della famiglia dei Guisa, ritornando alla fede ugonotta già nel giugno del 1576. Il 17 settembre 1577, l'editto di Poitiers conferì ulteriori garanzie agli ugonotti, inaugurando un periodo di relativa pace, che si protrarrà fino al 1583: il culto riformato veniva consentito nei sobborghi cittadini e si istituivano camere bipartite per riformati e cattolici in alcuni parlamenti del regno, oltre a concedere garanzie in campo matrimoniale e civile. Il raggiungimento di questo equilibrio si dovette all'opera di diplomazia di Enrico.

### "Guerra dei tre Enrichi"
La morte dell'ultimo erede Valois, Francesco d'Anjou, accelerava però la ripresa del conflitto. A partire dal 1585, iniziava quella che verrà ribattezzata la "guerra dei tre Enrichi", ovvero il conflitto armato combattuto da Enrico di Navarra contro i suoi rivali al trono: Enrico III, legittimo titolare del regno, ma privo di successori, ed Enrico di Guisa, guida della fazione cattolica, sostenuto da Filippo II di Spagna, cui giovava la situazione di caos in Francia, per potere avviare la campagna contro l'Inghilterra, retta dall'eretica e "bastarda" Elisabetta, e dal duca di Savoia, dall'alta nobiltà e da numerose province francesi, tra le più ricche (la Champagne, la Borgogna, la Piccardia, il Berry).
Enrico, capo della fazione riformata, era invece finanziato collateralmente da Elisabetta d'Inghilterra, regina protestante. In questa posizione, Enrico aspirava legittimamente al trono, in quanto erede presuntivo dal 1584, a seguito della morte del duca d'Angiò, ultimo figlio di Caterina dei Medici. Finché visse Enrico III, ormai divenuto un mero strumento dei Guisa contro di lui e contro la Francia, Enrico di Navarra volle evitare di apparire un sedizioso, cercando di conferire alla propria guerra personale il carattere di lotta in difesa della monarchia legittima contro gli abusi di una fazione al soldo delle potenze straniere, Spagna in testa.

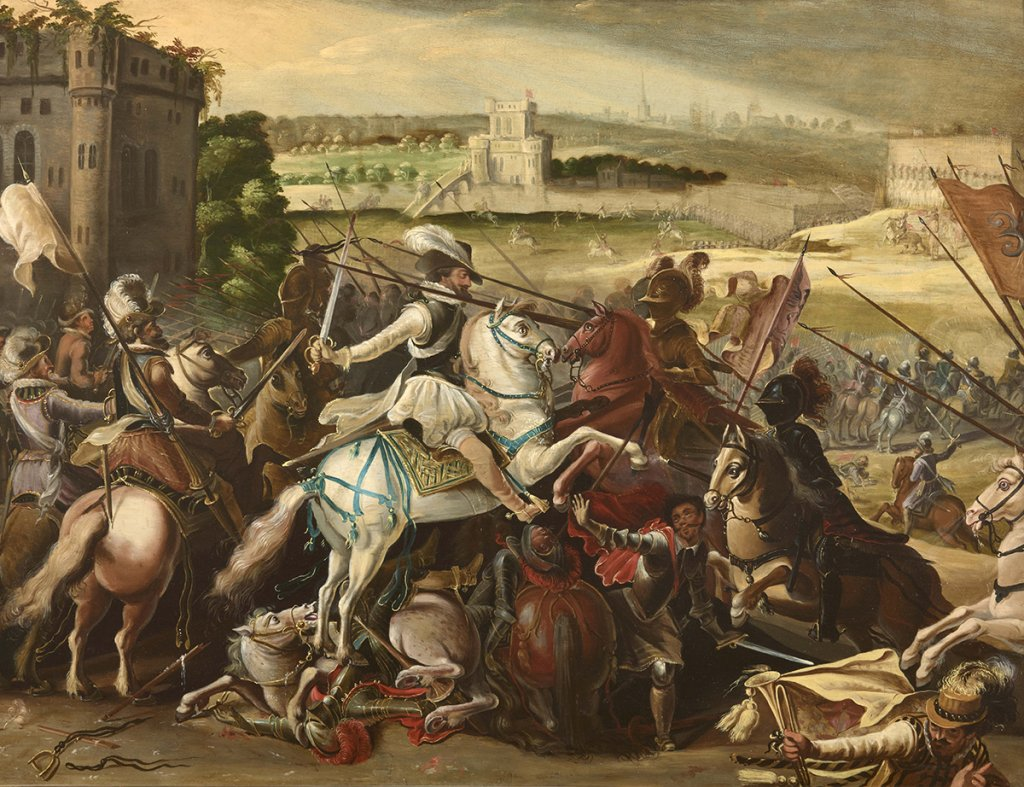
Enrico IV alla battaglia di Arques, scuola francese, XVI secolo

Il 18 luglio 1585 il re, sotto la pressione della Lega e dei Guisa, attraverso l'editto di Nemours, annullò in un sol colpo tutte le precedenti concessioni agli ugonotti, intimando loro di convertirsi entro sei mesi o di lasciare il paese. Il 9 settembre la situazione si aggravò con la scomunica di Enrico da parte di papa Sisto V, cui il Borbone rispose (per bocca del giurista Pierre de l'Estoile) indirizzandogli una missiva che apostrofava il pontefice con lo sprezzante richiamo "Monsieur Sixte soidisant pape" (Signor Sisto, sedicente papa), mentre François Hotman dava alle stampe il libello polemico Brutum fulmen papae Sixti Quinti. Con questa misura, Enrico risultava in quel momento decaduto da ogni diritto alla successione. L'anno dopo la sua provincia, la Guienna, cuore della regione sud-occidentale francese schierata con lui, veniva invasa contemporaneamente da tre eserciti.
Vari furono i teatri degli scontri, il Poitou, il Delfinato, la Linguadoca e la Guienna (province prevalentemente ugonotte), con numerose decine di migliaia di uomini schierati in campo. Enrico era certamente il più debole, ma ad animare l'esercito si riveleranno decisive le sue doti di capitano. Il 20 ottobre 1587, Enrico sorprese un forte esercito reale comandato dal duca di Joyeuse Anne, nel Poitou, a Coutras. In quell'occasione, grazie a un sapiente uso della cavalleria, la fazione riformata ottenne il completo annientamento dell'esercito reale della Lega cattolica. Ottenne altre due importanti vittorie successivamente ad Arques il 21 settembre 1589, contro il duca di Mayenne, e a Ivry il 14 marzo 1590, ancora contro Mayenne, assestando il colpo definitivo alla fazione cattolica.

### Regno

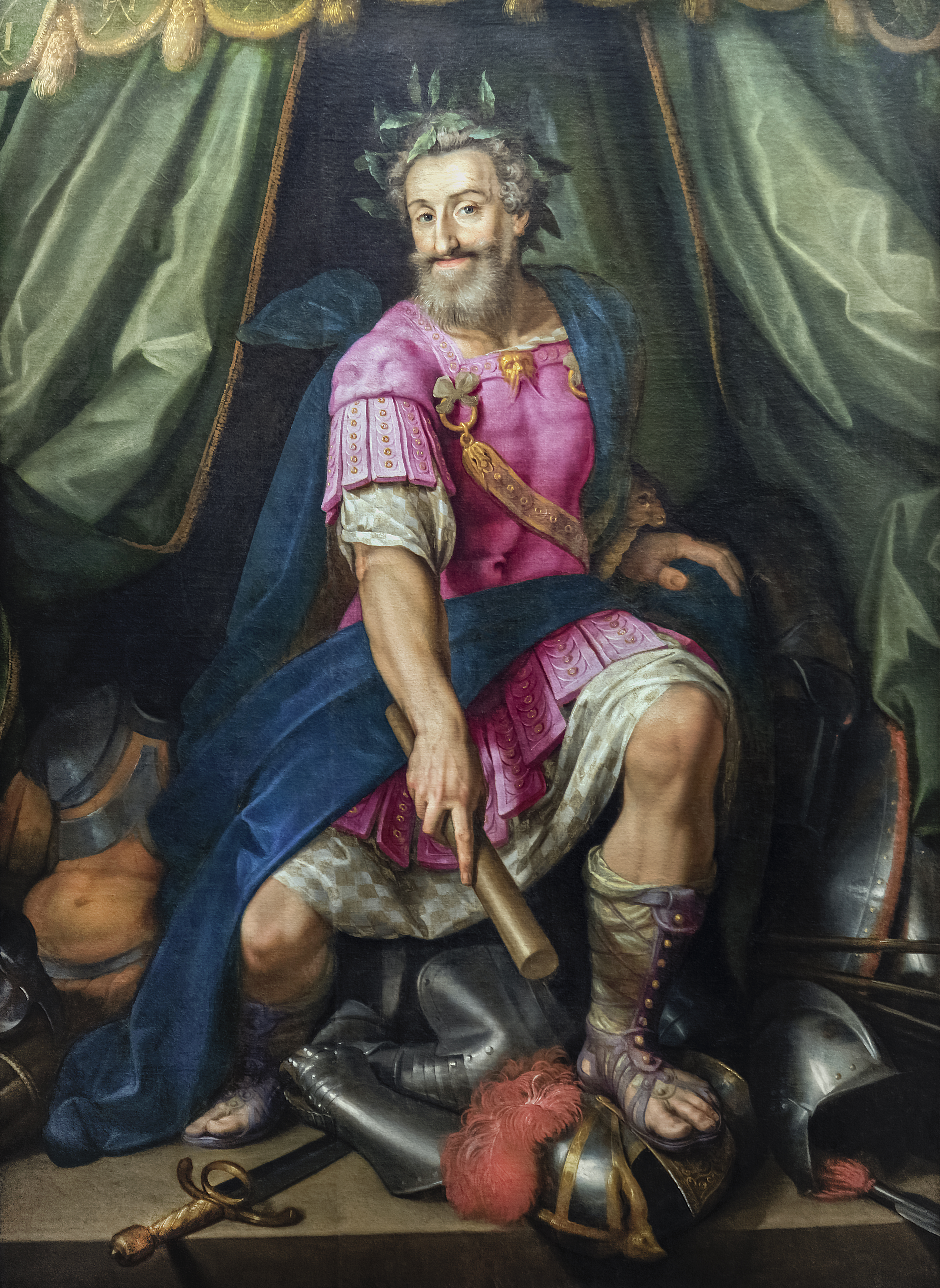
Enrico IV ritratto da Jacob Bunel (1605 circa)

Con la morte di Enrico di Guisa, ucciso assieme ad altri Guisa per ordine del monarca Enrico III, timoroso del loro potere crescente, le sorti del conflitto si ribaltarono. Nell'aprile 1589, il re s'incontrò con Enrico di Borbone e i due strinsero un'alleanza contro la Lega. In maggio la vittoria delle forze realiste e riformate contro quelle cattoliche precedette la scomunica di Enrico III da parte di Sisto V. Quando, però, Enrico III, ultimo membro del ramo dei Valois-Angoulême, morì assassinato da un giovane domenicano, Jacques Clement, senza lasciare un erede diretto, per individuare il legittimo pretendente alla corona di Francia secondo la legge salica si dovette risalire a Luigi IX, il Santo.
Attraverso il figlio cadetto di quest'ultimo, Roberto di Clermont, si discese fino a Enrico III di Navarra che, divenendo re di Francia, assunse il nome Enrico IV. Egli fu il primo re francese della dinastia borbonica. Enrico, che era ugonotto, si convertì al cattolicesimo il 25 luglio 1593, nella basilica di Saint-Denis, per potere spezzare definitivamente l'unità della Lega, ancora tenace nell'opporglisi alla ricerca di candidati alternativi. In quell'occasione si dice abbia pronunciato la frase:
(Frase attribuita a Enrico IV)

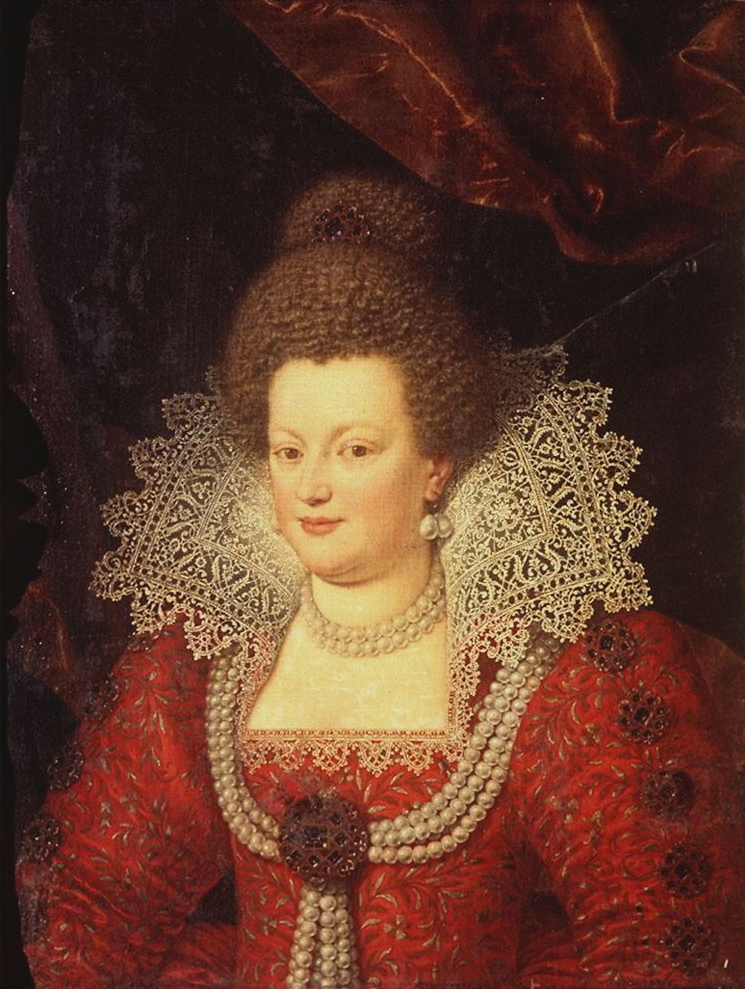
Maria de' Medici, seconda moglie di Enrico IV

Va detto che Enrico era convinto che si rendesse obbligata la conversione al cattolicesimo e pare che lasciasse già intendere il suo proposito in tempi non sospetti, sia pure con la dovuta circospezione, a partire dalla lettera agli Stati di Blois nel 1588, come nella dichiarazione di Saint-Cloud del 4 agosto 1589. Tuttavia, secondo alcuni autori, e soprattutto per i detrattori di Enrico, l'abiura del calvinismo e la conversione al cattolicesimo non erano sincere. Il 27 febbraio 1594 venne consacrato re ufficialmente a Chartres, entrando a Parigi, schierata con i Guisa e per questo più volte assediata, un mese dopo.
L'azione di Enrico, appena ottenuto il completo controllo della situazione, fu diretta a completare e organizzare la pace interna contro il duca di Mayenne e l'anti-re, suo zio, il cardinale di Borbone, riconosciuto come Carlo X dalla fazione cattolica, al tentativo di emancipare il regno dalle influenze straniere, quindi al ristabilimento dell'autorità monarchica e al rifiatamento dell'apparato economico, dilaniato da decenni di guerre.
Egli pose fine alle guerre di religione, iniziate diversi anni prima (1562) tra cattolici e ugonotti, nell'aprile del 1598, emettendo il cosiddetto editto di Nantes, primo esempio su vasta scala di norma di tolleranza religiosa con il quale, a certe condizioni e con certi limiti anche territoriali, veniva concessa la libertà di culto in tutto il territorio francese.

#### Politica estera
L'obiettivo, in materia di politica estera, fu di ridare alla Francia l'antico posto di potenza continentale che aveva avuto un tempo, trovando nell'intesa con le potenze protestanti un modo per contrastare l'egemonia asburgica. Enrico procedette a livello internazionale secondo un programma anti-spagnolo: prese accordi con le Province Unite, con Venezia, con i Savoia (trattato di Bruzolo del 25 aprile 1610) e con principi calvinisti tedeschi. Già nel gennaio del 1595 non poté che dichiarare ufficialmente guerra alla Spagna di Filippo II, che aveva cercato in tutti i modi di ostacolarne l'ascesa al trono. Il 5 giugno ottenne un'importante vittoria a Fontaine-Française, dove attaccò con soli 300 uomini un corpo di 1 200 cavalieri.
A seguito dell'apertura ufficiale del conflitto, nel maggio del 1596 veniva conclusa un'alleanza tra le potenze protestanti, ovvero tra Francia (anche se ufficialmente cattolica), Inghilterra e Province Unite, contro il predominio asburgico. Nel settembre 1597 Enrico riprese Amiens, occupata dagli spagnoli in marzo. La pace di Vervins tra Francia e Spagna (5 maggio 1598) condusse infine alla liberazione del territorio francese dalle truppe straniere. Un capitolo a parte costituì lo scontro latente con il ducato di Savoia. Carlo Emanuele I aveva occupato Marsiglia nel 1590, mentre proseguiva nella contribuzione alla causa cattolica. Con il trattato di Lione del 1601 si raggiunse un accordo, cedendo ai Savoia il marchesato di Saluzzo in cambio della Bresse, del Bugey e del Pays de Gex. Il ducato così rientrava lentamente nella sfera francese: con il trattato di Bruzolo, infine, stipulato a poche settimane dal suo inatteso assassinio, si realizzava un'alleanza stretta fra il ducato e la Francia in chiave antispagnola.

#### Politica economica
In politica economica, Enrico IV si affidò al suo Ministro delle finanze Massimiliano di Béthune, duca di Sully, un ugonotto capostipite di una scuola economica molto importante e famosa. Egli riuscì a realizzare l'opera di ricostruzione interna in una Francia stremata da più di trent'anni di guerre civili. Nel 1604 introdusse la tassa detta paulette (dal nome del primo finanziere che ne ebbe l'appalto, Charles Paulet), pagando la quale il funzionario acquistava, oltre agli emolumenti che gli sarebbero derivati dalla sua attività, anche la possibilità di trasmettere in eredità il suo ufficio.
Rinasceva in questo modo una nobiltà giovane, come aveva fatto Filippo il Bello, la noblesse de robe (nobiltà di toga), un corpo di funzionari distinto e contrapposto all'antica nobiltà feudale, la noblesse d'epée (nobiltà di spada), la quale si vedeva lentamente sottrarre potere e prestigio soprattutto a livello locale. In questa prospettiva, la monarchia poteva disporre, per i suoi progetti assolutistici, della fedeltà di questo nuovo ceto contro le spinte centrifughe dell'antica nobiltà. Infatti, l'obiettivo che Enrico e i suoi ministri si proponevano era esattamente quello di dissociare a livello locale le vecchie clientele dagli obblighi verso l'aristocrazia feudale. Così facendo, però, siccome il denaro guadagnato non veniva più investito, ma rifluiva nella rendita e nell'acquisizione di altri titoli, si assistette a una graduale frenata dello sviluppo economico del paese.

### Morte

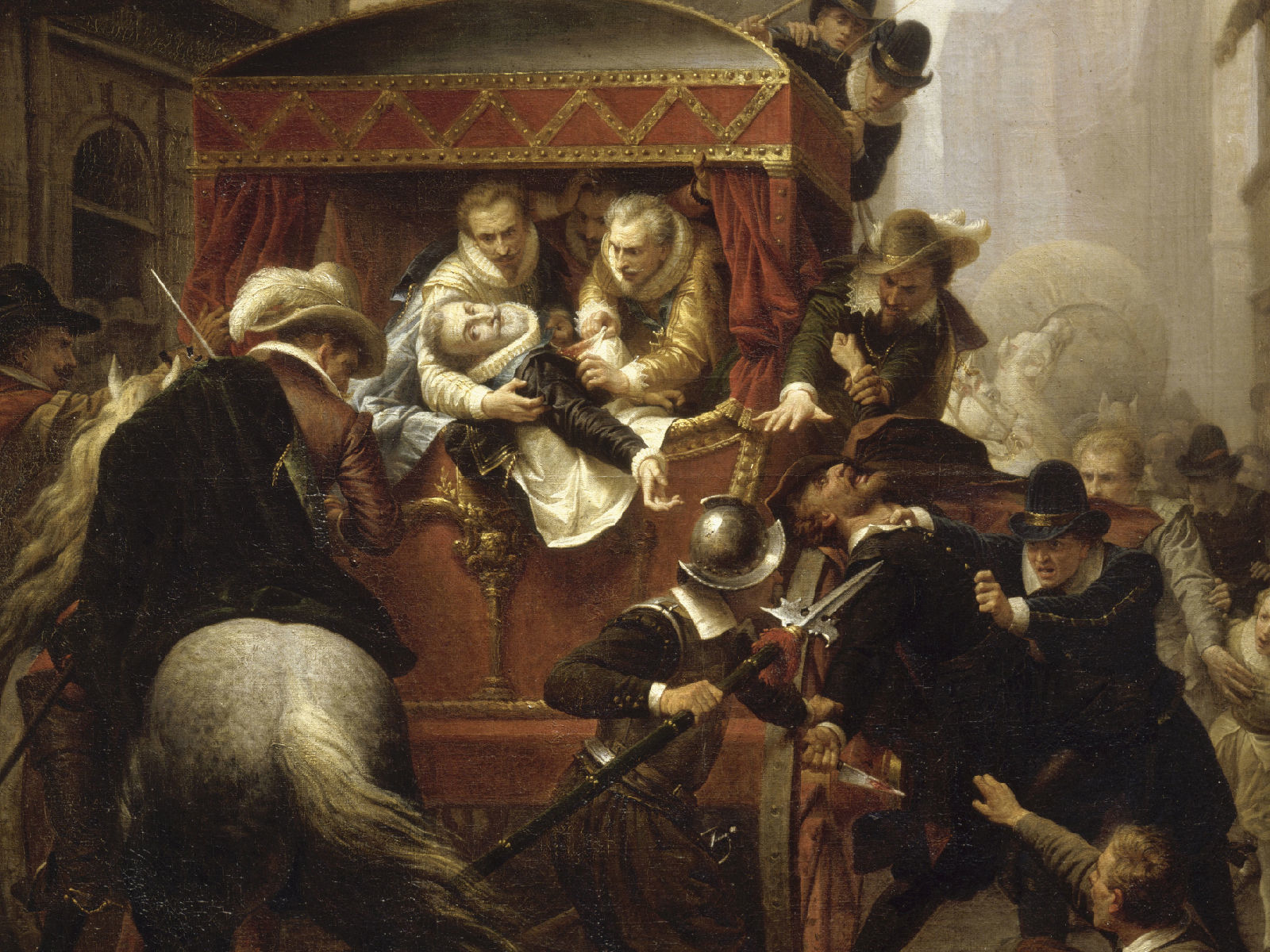
Assassinio di Enrico IV e arresto di Ravaillac, dipinto di Charles-Gustave Housez

Il 14 maggio 1610, un fanatico cattolico di nome François Ravaillac, seguace delle teorie del legittimo tirannicidio (in precedenza, il sovrano era scampato a un tentativo di assassinio eseguito da Jean Châtel il 27 dicembre 1594), lo pugnalò per tre volte, colpendolo ai polmoni e all'aorta, mentre si recava in carrozza all'arsenale della Bastiglia. 

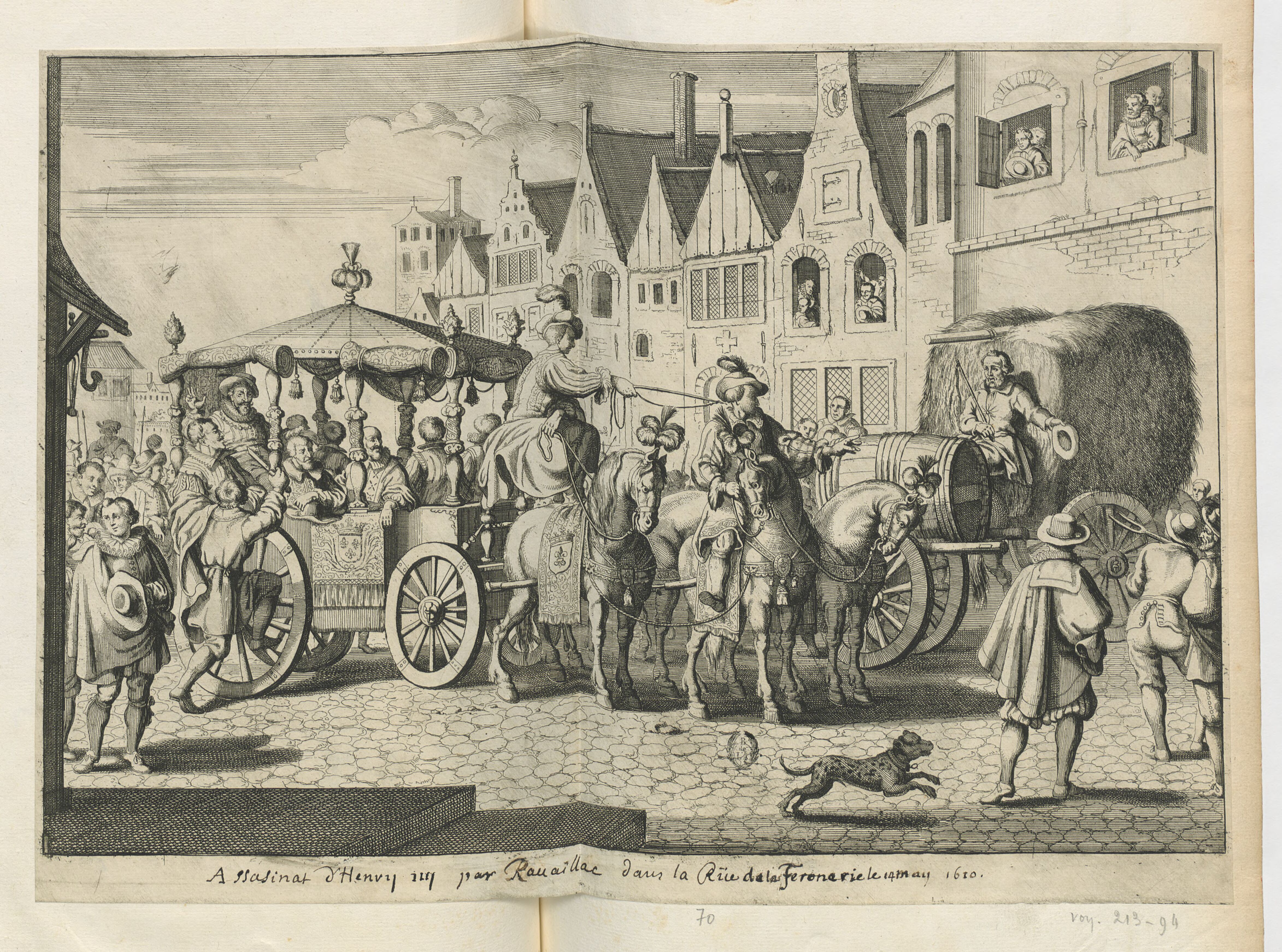
Re Enrico IV mentre si recava in carrozza a visitare il ministro delle finanze Sully viene colpito mortalmente da François Ravaillac con 3 colpi di pugnale nella parigina rue de la Ferronnerie (stampa dell'epoca)

Il re morì poche ore dopo a 56 anni, ucciso davanti a una locanda la cui insegna raffigurava un cuore con una corona trafitto da una freccia. I cattolici non lo avevano mai perdonato per aver concesso ai protestanti la libertà di culto con l'Editto di Nantes. Il corpo venne imbalsamato e sepolto nella Basilica di Saint-Denis. Durante la rivoluzione francese, nel 1793, la tomba fu aperta e ne venne asportata la testa, di cui si persero le tracce fino ai primi anni del XXI secolo, quando venne rinvenuta.

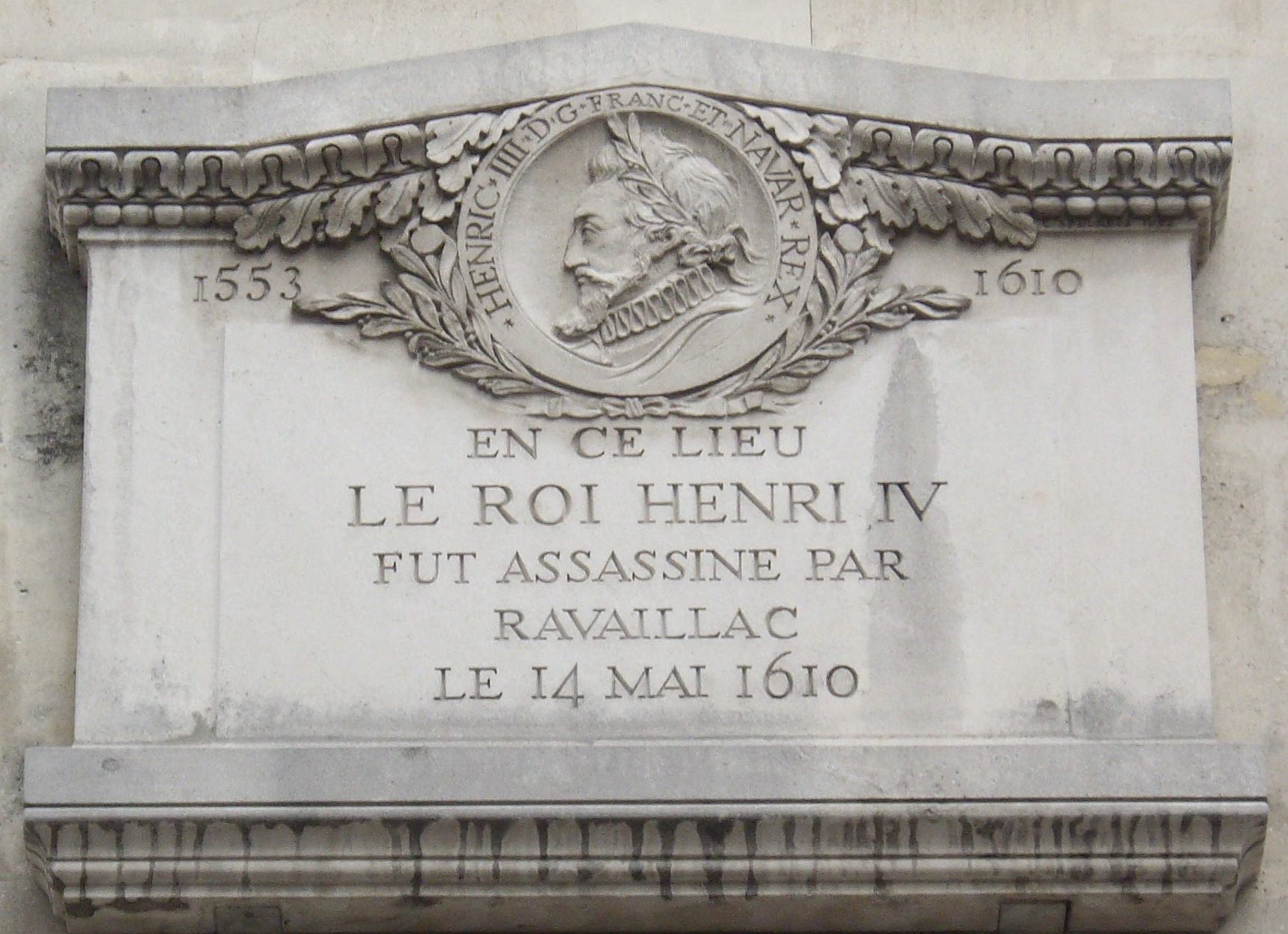
Lapide commemorativa del regicidio del 14 maggio 1610 di Enrico IV in rue de la Ferronnerie al num. 8

## Il ritrovamento della testa

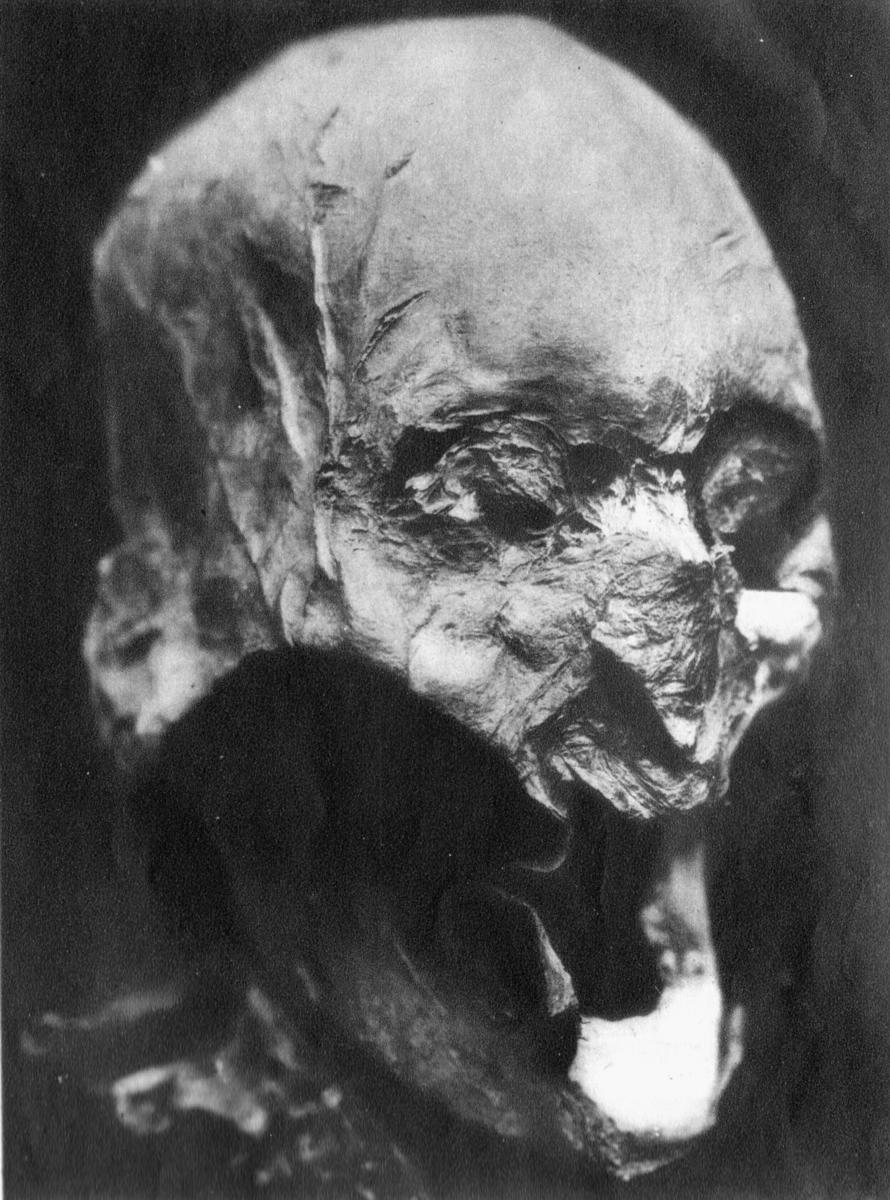
Testa mummificata, detenuta dal rigattiere Joseph-Émile Bourdais e ritrovata nel 2010, attribuita a Enrico IV

Nel 2008 un cranio, che si presumeva appartenere al corpo perduto di Enrico IV, riemerse a seguito di un'indagine condotta da due giornalisti francesi. I cronisti vennero a conoscenza del possessore della mummia tramite una lettera spedita da quest'ultimo allo storico francese Jean-Pierre Babelon, biografo di Enrico IV. La testa, che era stata acquistata dall'uomo presso un rigattiere parigino (tale Joseph-Émile Bourdais, che l'aveva acquistata a un'asta nel 1919 per tre franchi) diversi decenni prima, fu così consegnata agli studiosi per essere esaminata. Il cranio venne con tutta evidenza staccato dal corpo nel corso del saccheggio delle tombe dei re, custodite nella basilica di Saint-Denis, decretato con provvedimento della Convenzione nazionale il 1º agosto del 1793.
Il corpo, dopo essere stato esumato, fu gettato in una fossa comune ed è in questa circostanza che la testa potrebbe essere stata acquisita, forse dal conservatore museale Alexandre Lenoir, che fu presente a Saint-Denis. Un team di scienziati francesi, guidati dal medico legale Philippe Charlier, pervenne all'autenticazione del teschio tramite l'incrocio tra dati antropologici e storici. Il raffronto computerizzato tra la tomografia assiale della testa e i ritratti più fedeli del sovrano, tra i quali una maschera di cera, conservata nella Biblioteca Sainte-Geneviève, presumibilmente il calco del viso più vicino all'originale impresso dopo la morte del sovrano, consentì di pervenire all'identificazione osteo-archeologica del teschio. I risultati dell'indagine di Charlier, condotti nel 2010, furono resi pubblici sul British Medical Journal, evidenziando la perfetta coincidenza tra il cranio e lo stampo del viso, così come con il ritratto marmoreo conservato nel Castello di Pau, ritenute tra le più fedeli attestazioni del reale aspetto del monarca.
Questi esiti hanno trovato una conferma nella datazione al carbonio-14, che ha collocato il reperto in un arco di tempo tra la fine del XV secolo e la metà del XVII. Il riconoscimento è stato possibile inoltre grazie all'identificazione di una lesione ossea sopra il labbro superiore sinistro, che corrisponde con l'esito di un precedente tentato assassinio subito dal re per mano di Jean Chastel nel 1594. Nel 2012 un ulteriore studio condotto dall'Istituto di biologia evolutiva di Barcellona parrebbe avere confermato questi risultati ricorrendo alla comparazione genetica tra il DNA della mummia e quello presuntivo del sangue di Luigi XVI di Francia. Altri storici, genetisti e paleopatologi (in particolare uno studio pubblicato sull'European Journal of Human Genetics), smentiscono però queste ricostruzioni.

## Famiglia

### Matrimoni e figli legittimi

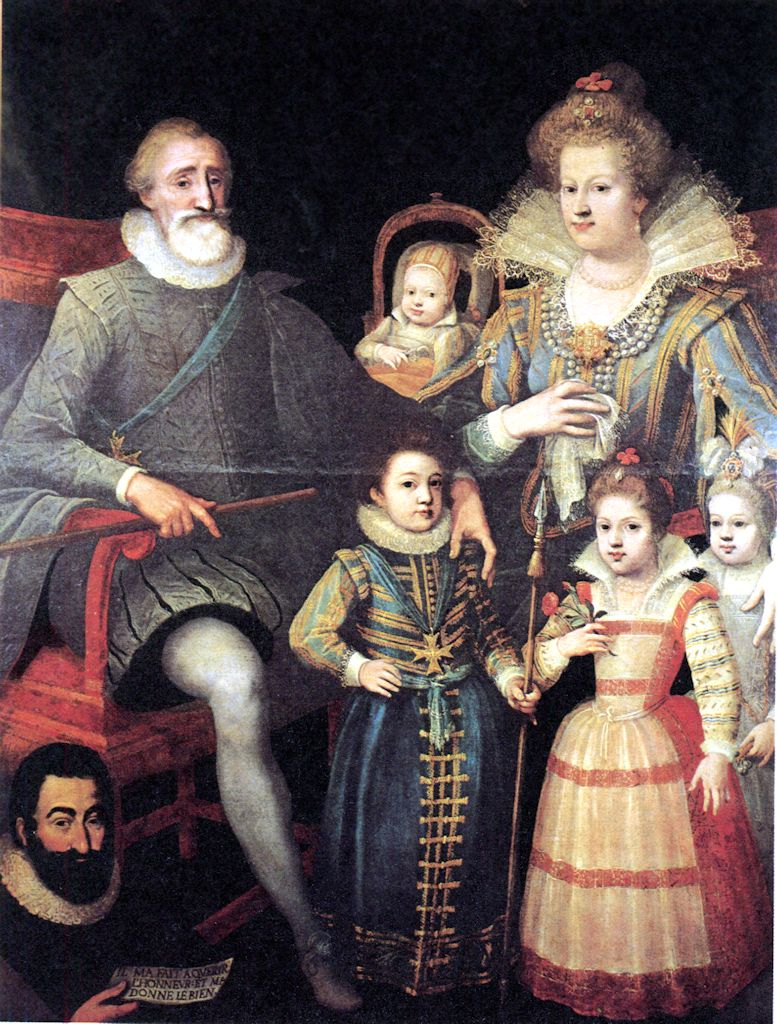
Enrico IV e la famiglia reale. Da sinistra Luigi (cui il padre stringe la spalla sinistra), Elisabetta, Cristina e Nicola ancora in fasce, in basso Guillaume Fouquet, ministro del re. Opera di Frans Pourbus il Giovane, 1607 circa

Il 18 agosto 1572 sposò Margherita di Valois, detta la "regina Margot", figlia di Enrico II di Francia e di Caterina de' Medici. La coppia non ebbe figli e il matrimonio fu dichiarato nullo nel 1599.
Il 5 ottobre 1600, sposò in seconde nozze Maria de' Medici, figlia di Francesco I de' Medici granduca di Toscana e di Giovanna d'Austria, dalla quale ebbe sei figli. Il matrimonio, celebrato per procura (Enrico IV non era fisicamente presente, ma era rappresentato da un suo procuratore), è importante anche per la storia della musica: il giorno dopo la sua celebrazione, contemporaneamente ai festeggiamenti, durati per una settimana, fu rappresentato il primo melodramma pervenuto fino a noi, l'Euridice di Jacopo Peri.
| Nome             | Nascita | Morte | Note |
| ---------------- | ------- | ----- | --- |
| Luigi            | 1601    | 1643  | Delfino di Francia fino alla morte del padre. Dal 1610 al 1616 la madre ebbe un periodo di reggenza, dal quale Luigi si liberò facendo uccidere Concino Concini, favorito della regina madre. Incoronato Luigi XIII, nel 1624 iniziò la collaborazione con il cardinale Richelieu, che durò fino alla morte di quest'ultimo. Nel 1615 aveva sposato Anna d'Austria, figlia di Filippo III di Spagna, dalla quale ebbe il futuro Luigi XIV e Filippo d'Orléans. |
| Elisabetta       | 1602    | 1644  | Data in sposa al futuro re di Spagna Filippo IV. La coppia ebbe sette figli, fra cui la futura regina di Francia Maria Teresa di Spagna, moglie di Luigi XIV. |
| Maria Cristina   | 1606    | 1663  | Nel 1619 sposò Vittorio Amedeo I di Savoia. La coppia ebbe sette figli. Alla morte del marito, nel 1637, Maria Cristina divenne reggente in nome prima del figlio Francesco Giacinto e successivamente, deceduto quest'ultimo, dell'altro figlio, il futuro Carlo Emanuele II di Savoia. |
| Nicola Enrico    | 1607    | 1611  | Insignito del titolo di duca d'Orléans, morì nella prima infanzia, probabilmente di febbre letargica. |
| Gastone          | 1608    | 1660  | Era chiamato Monsieur, poi Grand Monsieur in contrapposizione con Petit Monsieur, cioè suo nipote Filippo d'Orléans. Gastone era una persona colta e raffinata (fu collezionista appassionato di antiche statue e dipinti, di monete e rarità), ma di volontà debole e piuttosto volubile. In prime nozze sposò la duchessa di Montpensier, Maria di Borbone, che morì in gravidanza. In seconde nozze Margherita di Lorena. Ebbe discendenza.                 |
| Enrichetta Maria | 1609    | 1669  | Nel 1625 sposò Carlo I d'Inghilterra, dal quale ebbe nove figli. Venne allevata in un ambiente colto e raffinato, legato alla fede cattolica romana, che l'avrebbe resa poco gradita nel paese del marito. Durante la rivoluzione inglese, il crollo della posizione del re portò, nel 1644, Enrichetta Maria a fuggire insieme ai figli in Francia, alla corte della cognata Anna d'Austria.                                                                  |

### Figli illegittimi
Enrico IV ebbe nove figli illegittimi, la maggior parte dei quali furono in seguito legittimati:
- Da Gabrielle d'Estrées (†1599):
  - Cesare, duca di Vendôme (1594-1665), titolare del Ducato omonimo, già assorbito dalla corona con l'ascesa al trono del padre, lo ricevette in appannaggio. Fu anche duca di Beaufort (legittimato)
  - Caterina Enrichetta di Borbone (1596-1663), mademoiselle de Vendôme (legittimata)
  - Alessandro (1598-1629), cavaliere di Vendôme (legittimato)
- da Catherine Henriette de Balzac d'Entragues (†1633):
  - un figlio defunto alla nascita
  - Enrico (1601-1682), vescovo di Metz (legittimato)
  - Gabriella Angelica (1603-1627), mademoiselle de Verneuil (legittimata), andata sposa al Captal de Buch Bernardo di Nogaret de La Valette d'Épernon
- da Giacomina di Bueil (†1651):
  - Antonio di Borbone (1607-1632), conte di Moret (legittimato)
- da Carlotta di Essart (†1651):
  - Giovanna Battista di Borbone (1608-1670), badessa di Fontevrault (legittimata)
  - Maria Enrichetta (1608-1629), badessa di Chelles.

## Ascendenza
|                         |                         |                                | Genitori                           |  |  | Nonni |  |  | Bisnonni             |  |  | Trisnonni                        |  |
|                         |                         |                                |                                    |  |  |       |  |  | Francesco di Borbone |  |  | Giovanni VIII di Borbone-Vendôme |  |
|                         |                         |                                |                                    |  |  |       |  |  | Francesco di Borbone |  |  | Giovanni VIII di Borbone-Vendôme |  |
|                         |                         | Isabelle de Beauvau            |                                    |  |  |       |  |  | Francesco di Borbone |  |  |                                  |  |
| Carlo di Borbone        |                         |                                |                                    |  |  |       |  |  | Francesco di Borbone |  |  |                                  |  |
|                         |                         | Maria di Lussemburgo-Saint-Pol | Pietro II di Lussemburgo-Saint-Pol |  |  |       |  |  |                      |  |  |                                  |  |
|                         |                         | Maria di Lussemburgo-Saint-Pol | Pietro II di Lussemburgo-Saint-Pol |  |  |       |  |  |                      |  |  |                                  |  |
|                         |                         | Maria di Lussemburgo-Saint-Pol | Margherita di Savoia               |  |  |       |  |  |                      |  |  |                                  |  |
| Antonio di Borbone      |                         | Maria di Lussemburgo-Saint-Pol |                                    |  |  |       |  |  |                      |  |  |                                  |  |
|                         |                         | Renato di Valois               | Giovanni II d'Alençon              |  |  |       |  |  |                      |  |  |                                  |  |
|                         |                         | Renato di Valois               | Giovanni II d'Alençon              |  |  |       |  |  |                      |  |  |                                  |  |
|                         |                         | Renato di Valois               | Maria d'Armagnac                   |  |  |       |  |  |                      |  |  |                                  |  |
| Francesca di Valois     |                         | Renato di Valois               |                                    |  |  |       |  |  |                      |  |  |                                  |  |
|                         |                         | Margherita di Lorena           | Federico II di Vaudémont           |  |  |       |  |  |                      |  |  |                                  |  |
|                         |                         | Margherita di Lorena           | Federico II di Vaudémont           |  |  |       |  |  |                      |  |  |                                  |  |
|                         |                         | Margherita di Lorena           | Iolanda d'Angiò                    |  |  |       |  |  |                      |  |  |                                  |  |
| Enrico IV di Francia    |                         | Margherita di Lorena           |                                    |  |  |       |  |  |                      |  |  |                                  |  |
|                         | Giovanni III di Navarra | Alain I d'Albret               |                                    |  |  |       |  |  |                      |  |  |                                  |  |
|                         | Giovanni III di Navarra | Alain I d'Albret               |                                    |  |  |       |  |  |                      |  |  |                                  |  |
|                         | Giovanni III di Navarra | François de Châtillon          |                                    |  |  |       |  |  |                      |  |  |                                  |  |
| Enrico II di Navarra    | Giovanni III di Navarra |                                |                                    |  |  |       |  |  |                      |  |  |                                  |  |
|                         |                         | Caterina di Navarra            | Gastone di Foix-Navarra            |  |  |       |  |  |                      |  |  |                                  |  |
|                         |                         | Caterina di Navarra            | Gastone di Foix-Navarra            |  |  |       |  |  |                      |  |  |                                  |  |
|                         |                         | Caterina di Navarra            | Maddalena di Valois                |  |  |       |  |  |                      |  |  |                                  |  |
| Giovanna III di Navarra |                         | Caterina di Navarra            |                                    |  |  |       |  |  |                      |  |  |                                  |  |
|                         |                         | Carlo di Valois-Angoulême      | Giovanni di Valois-Angoulême       |  |  |       |  |  |                      |  |  |                                  |  |
|                         |                         | Carlo di Valois-Angoulême      | Giovanni di Valois-Angoulême       |  |  |       |  |  |                      |  |  |                                  |  |
|                         |                         | Carlo di Valois-Angoulême      | Margherita di Rohan                |  |  |       |  |  |                      |  |  |                                  |  |
| Margherita di Valois    |                         | Carlo di Valois-Angoulême      |                                    |  |  |       |  |  |                      |  |  |                                  |  |
|                         |                         | Luisa di Savoia                | Filippo II di Savoia               |  |  |       |  |  |                      |  |  |                                  |  |
|                         |                         | Luisa di Savoia                | Filippo II di Savoia               |  |  |       |  |  |                      |  |  |                                  |  |
|                         |                         | Luisa di Savoia                | Margherita di Borbone              |  |  |       |  |  |                      |  |  |                                  |  |
|                         |                         | Luisa di Savoia                |                                    |  |  |       |  |  |                      |  |  |                                  |  |

## Opere ispirate alla sua figura

### Letteratura
- Enriade, di Voltaire (1728)
- La Regina Margot, di Alexandre Dumas (1845)
- Die Jugend des Königs Henri Quatre di Heinrich Mann (1935)
- Die Vollendung des Königs Henri Quatre di Heinrich Mann (1938)
- Myself, My Enemy , di Jean Plaidy (1983)
- Un enigma color porpora di Wolfram Fleischhauer (2004)
- La regina maledetta di Jeanne Kalogridis (2009)
- Le confessioni di Caterina De' Medici di C. W. Gortner (2011)

### Cinema
| Anno | Film                                                                      | Attore                                                                                        | Note                                                                       |
| ---- | ------------------------------------------------------------------------- | --------------------------------------------------------------------------------------------- | -------------------------------------------------------------------------- |
| 1911 | L'avventura di Enrico IV                                                  |                                                                                               | Cortometraggio                                                             |
| 1911 | La petite Béarnaise                                                       | Marc Mario                                                                                    | Cortometraggio                                                             |
| 1916 | Intolerance (Intolerance: Love's Struggle Throughout the Ages)            | W.E. Lawrence                                                                                 |                                                                            |
| 1916 | An Enemy to the King                                                      | Charles Mussett                                                                               | Dall'omonimo lavoro teatrale di Robert N. Stephens                         |
| 1921 | A Gentleman of France                                                     | Allan Jeayes                                                                                  |                                                                            |
| 1924 | Le vert galant                                                            | Aimé Simon-Girard                                                                             |                                                                            |
| 1937 | Le perle della corona (Les perles de la couronne)                         | Aimé Simon-Girard                                                                             |                                                                            |
| 1938 | Alexis gentleman chauffeur                                                | Aimé Simon-Girard                                                                             |                                                                            |
| 1954 | Versailles (Si Versailles m'était conté)                                  | Gaston Rey                                                                                    |                                                                            |
| 1954 | La Regina Margot (La reine Margot)                                        | André Versini                                                                                 |                                                                            |
| 1956 | Si Paris nous était conté                                                 | Jean Martinelli                                                                               |                                                                            |
| 1960 | "Qui a tué Henri IV", episodio della serie La caméra explore le temps     | Francis Claude                                                                                |                                                                            |
| 1961 | I celebri amori di Enrico IV                                              | Francis Claude                                                                                |                                                                            |
| 1961 | La reine Margot                                                           | Alain Quercy                                                                                  | Film televisivo tratto dal romanzo La regina Margot di Alexandre Dumas     |
| 1962 | Les trois Henry                                                           | Jean-Pierre Bernard                                                                           | Film televisivo                                                            |
| 1964 | Le armi della vendetta (Hardi Pardaillan!)                                | Francis Claude                                                                                |                                                                            |
| 1967 | Henri IV                                                                  | Sacha Pitoëff                                                                                 | Film televisivo                                                            |
| 1967 | La bouquetière des innocents                                              | Francis Claude                                                                                | Film televisivo                                                            |
| 1977 | Richelieu                                                                 | Marco Perrin                                                                                  | Miniserie televisiva                                                       |
| 1977 | "Henri IV", episodio della serie Les samedis de l'histoire                | André Pomarat                                                                                 |                                                                            |
| 1978 | "Les loges du crime", episodio della serie Les cinq dernières minutes     | Robert Party                                                                                  |                                                                            |
| 1978 | Les grandes conjurations: Le tumulte d'Amboise                            | François Timmerman                                                                            | Film televisivo                                                            |
| 1978 | Les grandes conjurations: La guerre des trois Henri                       | Jean-Pierre Bernard                                                                           | Film televisivo                                                            |
| 1979 | Le roi qui vient du sud                                                   | Henri Virlojeux Jean Barney (Enrico IV giovane)                                               | Miniserie televisiva                                                       |
| 1981 | Henri IV                                                                  | Roger Hanin                                                                                   | Film televisivo                                                            |
| 1983 | Richelieu ou La journée des dupes                                         | Luigi Miserotti                                                                               | Film televisivo                                                            |
| 1983 | Il Rubacuori (Le bourreau des coeurs)                                     | Jacques Bouvier                                                                               |                                                                            |
| 1988 | Le chevalier de Pardaillan                                                | Emmanuel Dechartre                                                                            | Serie televisiva                                                           |
| 1989 | "Catherine de Médicis", episodio della serie Les dossiers de l'écran      | Vincent Garanger                                                                              |                                                                            |
| 1994 | La regina Margot (La reine Margot)                                        | Daniel Auteuil                                                                                | Dall'omonimo romanzo di Alexandre Dumas                                    |
| 1996 | Koroleva Margo                                                            | Dmitriy Pevtsov                                                                               | Serie televisiva                                                           |
| 1998 | Grafinya de Monsoro                                                       | Dmitriy Pevtsov                                                                               | Serie televisiva                                                           |
| 2008 | La dame de Monsoreau                                                      | Thierry Godard                                                                                | Film televisivo tratto dal romanzo La dama di Monsoreau di Alexandre Dumas |
| 2009 | "L'assassinat d'Henri IV", episodio della serie Ce jour là, tout a changé | Arnaud Bedouët                                                                                |                                                                            |
| 2010 | Henri 4                                                                   | Julien Boisselier Kristo Ferkic (Enrico IV - 11 anni) Maximilian Befort (Enrico IV - 16 anni) |                                                                            |
| 2015 | Rêve de Champlain                                                         | Richard J. Léger                                                                              | Miniserie televisiva                                                       |

### Teatro
- Pene d'amore perdute, opera di William Shakespeare, composta nel 1594–1595.
- Margot, opera di Édouard Bourdet, composta nel 1935.
- Enrico il Grande occupa un posto di rilievo ne Il massacro di Parigi, opera postrema di Christopher Marlowe, giunta a noi solo in ottavo e messa in scena per la prima volta nel 1593.

### Arte
Nel 2010, a quattrocento anni dalla sua morte, la mostra “Parigi val bene una messa” è stata dedicata al sovrano, rievocando le sue vicende biografiche, il matrimonio con Maria de' Medici fino ad arrivare al suo assassinio e al funerale allestito dai Medici in San Lorenzo.